# Visiones de Jesús y María

TLa incredulidad de santo Tomás por Caravaggio, 1601-02

Desde la Crucifixión de Jesucristo en el Calvario, varias personas han afirmado haber tenido visiones de Jesucristo y conversaciones personales con él. Algunas personas hacen afirmaciones similares con respecto a su madre, María, que a menudo se conoce como la Virgen María. Las discusiones sobre la autenticidad de estas visiones han invitado a menudo a la controversia. La Iglesia Católica respalda una parte de estas afirmaciones y varios videntes que acepta han logrado la beatificación, o incluso la santidad.
Las primeras visiones de Cristo de las que se tiene noticia, así como las conversaciones personales con él, después de sus resurrección y antes de su ascensión se encuentran en el Nuevo Testamento. Una de las más recordadas es la conversación de Tomás, que duda (Juan 20:24-29) y Jesús después de su muerte. El propio último libro de la Biblia se basa en una serie de visiones.

## Aceptación e impacto

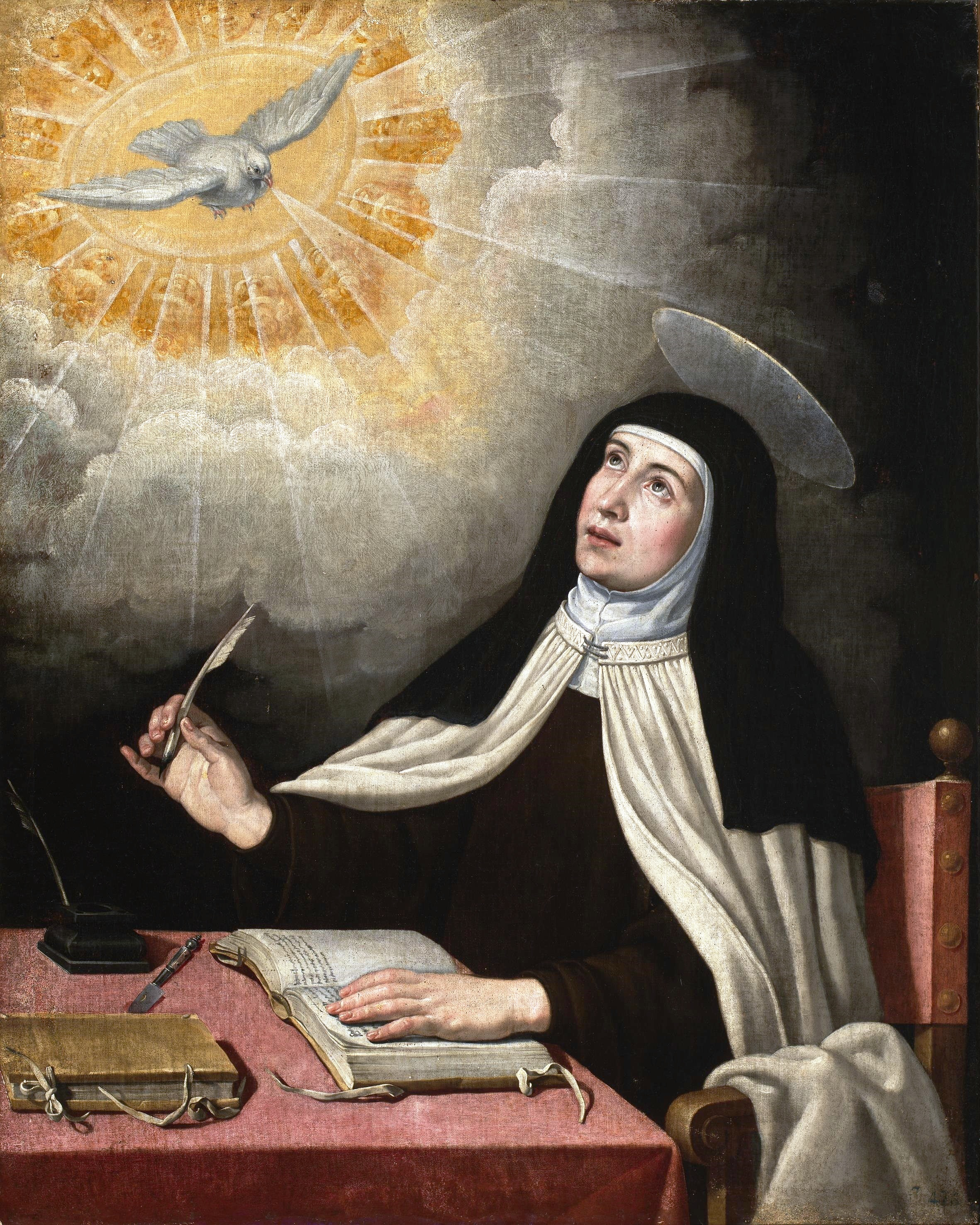
Santa Teresa de Ávila, basada en una obra de José de Ribera, siglo XVII

Algunas visiones son anteriores a la Reforma Protestante, sin embargo, entre las denominaciones cristianas, la Iglesia Católica ha hecho más comentarios formales sobre las visiones de Jesús y María. El autor Michael Freze sostiene que las prácticas católicas como la adoración eucarística, la devoción al Santo Rosario  y la meditación contemplativa con un enfoque en la vida interior facilitan las visiones y apariciones.
En los últimos siglos, las personas que han reportado visiones de Jesús y María han sido de diversos orígenes: laicos y clérigos, jóvenes y ancianos, católicos y protestantes, devotos y previamente no creyentes. Las visiones también deben diferenciarse de las locuciones interiores como las que supuestamente experimentó Consolata Betrone, en las que se habla de voces interiores, pero no se afirma que haya contacto visual o físico.

### Directrices del Vaticano
La Sagrada Congregación para la Doctrina de la Fe del Vaticano ha publicado un conjunto detallado de pasos para "juzgar las supuestas apariciones y revelaciones" que afirman tener un origen sobrenatural. Como patrón histórico, la aprobación del Vaticano parece haber seguido la aceptación general de una visión por más de un siglo en la mayoría de los casos. Las visiones de Jesús y María reportadas por Benoîte Rencurel en Saint-Étienne-le-Laus en Francia entre 1664 y 1718 no fueron reconocidas por la Santa Sede hasta mayo de 2008, lo que las convierte en las primeras apariciones marianas y visiones de Jesús aprobadas en el siglo XXI. Según el sacerdote Salvatore M. Perrella, del Instituto Pontificio Marianum de Roma, se trata de la duodécima aparición mariana aprobada por la Santa Sede de un total de 295 que han sido estudiadas a lo largo de los siglos..

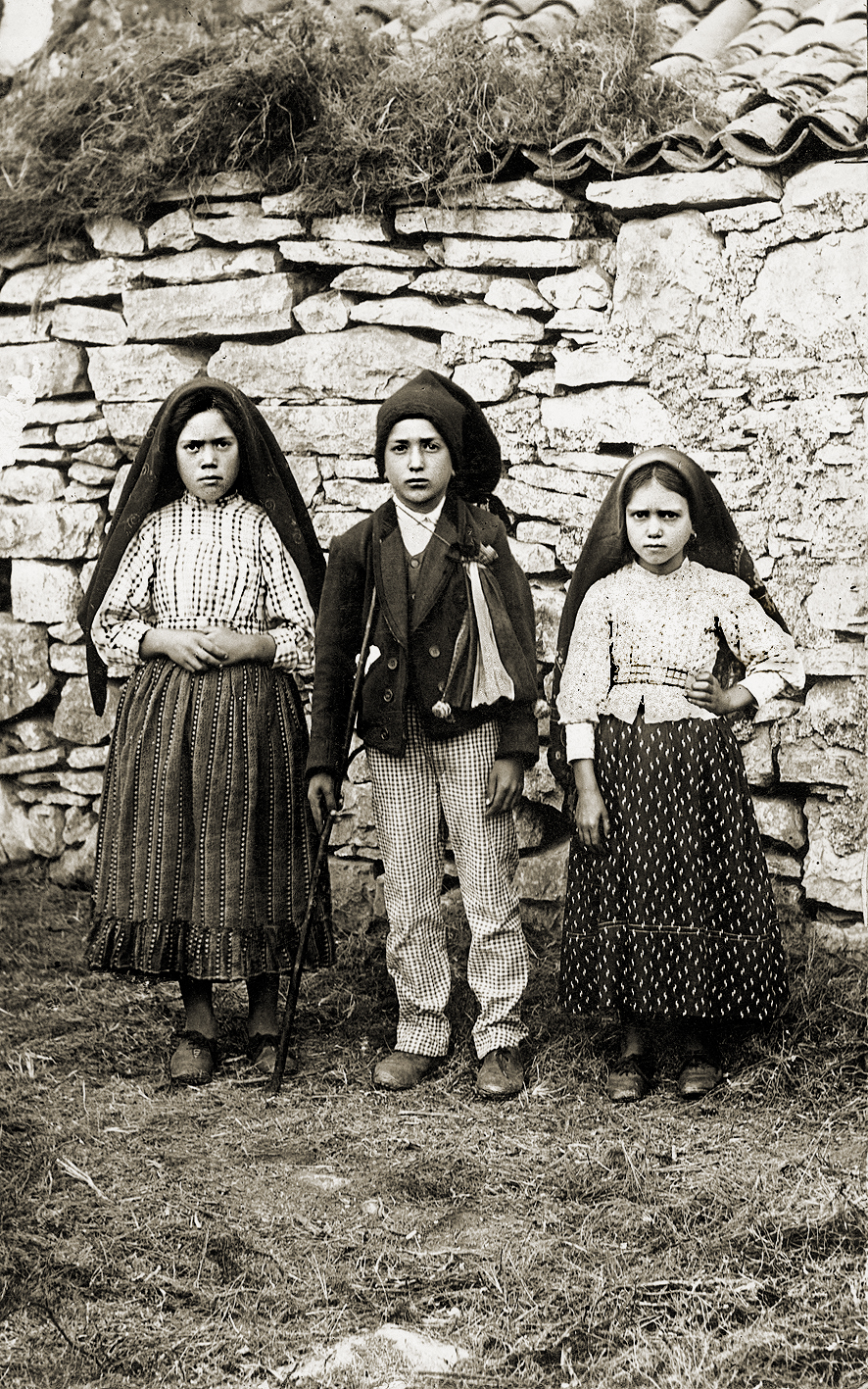
Lúcia Santos (izquierda) con sus primos Francisco y Jacinta Marto, 1917, fueron los tres pastores de Fátima.

### Controversias
Se ha informado de muchas visiones de Jesús tras su ascensión después de que se escribiera el Libro del Apocalipsis. A lo largo de los años, se han puesto al descubierto varias personas que decían conversar con Jesús con el fin de obtener beneficios económicos. Un ejemplo muy conocido fue el televangelista protestante Peter Popoff que a menudo afirmaba recibir mensajes de Dios para sanar a la gente en el escenario. Popoff fue expuesto en 1987 cuando los mensajes interceptados de su esposa a un pequeño receptor de radio escondido en su oreja fueron reproducidos en The Tonight Show Starring Johnny Carson.
Otro ejemplo son los mensajes de Jesús reportados por Catalina Rivas, que han sido expuestos en varios casos como menos que verídicos. Un número de mensajes que Rivas reportó como recibidos de Dios fueron encontrados más tarde para corresponder a páginas exactas de libros previamente escritos por otros autores (por ejemplo, José Prado Flores), y literatura instructiva publicada para seminaristas católicos.
Algunos mensajes reportados de María también han implicado controversia. Los mensajes marianos reportados de Verónica Lueken fueron declarados inválidos por el Obispo Francis Mugavero de la diócesis de Brooklyn y los informes de Nuestra Señora de Surbiton que afirmaban que María se aparecía todos los días bajo un pino en Inglaterra fueron rechazados rotundamente por el Vaticano como un fraude.
En ocasiones, la Iglesia católica ha sido muy dura con algunas personas que han afirmado tener visiones religiosas. En diciembre de 1906, durante el reinado del papa Pío X, la antigua monja polaca Feliksa Kozlowska se convirtió en la primera mujer de la historia en ser excomulgada por su nombre como hereje. Algunas visiones de Jesús han sido simplemente clasificadas como alucinaciones por la iglesia, mientras que en unos pocos casos la iglesia ha optado por guardar silencio sobre la autenticidad de las visiones reclamadas.

## Influencia

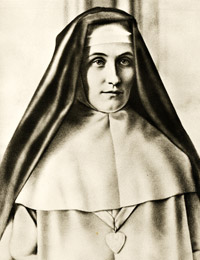
La Hermana María del Divino Corazón pidió al papa León XIII que consagrara todo el mundo al Sagrado Corazón de Jesús, lo que el pontífice hizo en 1899.

A pesar de las esperadas controversias, las visiones de Jesús y la Virgen María posteriores a la Ascensión han desempeñado, de hecho, un papel clave en la dirección de la Iglesia católica, por ejemplo, la formación de la orden franciscana y las devociones al Santo  Rosario, al Santo Rostro de Jesús y al Sagrado Corazón de Jesús. Los elementos clave de la moderna mariología católica han sido influenciados por las visiones reportadas por niños en Lourdes y Fátima.
Los mensajes reportados de Jesús también han influido en las acciones y encíclicas papales. Por ejemplo, la consagración del mundo al Sagrado Corazón de Jesús en 1899 por el Papa León XIII en la encíclica Annum Sacrum se debió a los mensajes de Jesús comunicados por una Hermana del Buen Pastor, María del Divino Corazón. El Papa León XIII realizó la consagración solicitada pocos días después de la muerte de Sor María y la calificó como "el mayor acto de mi pontificado".

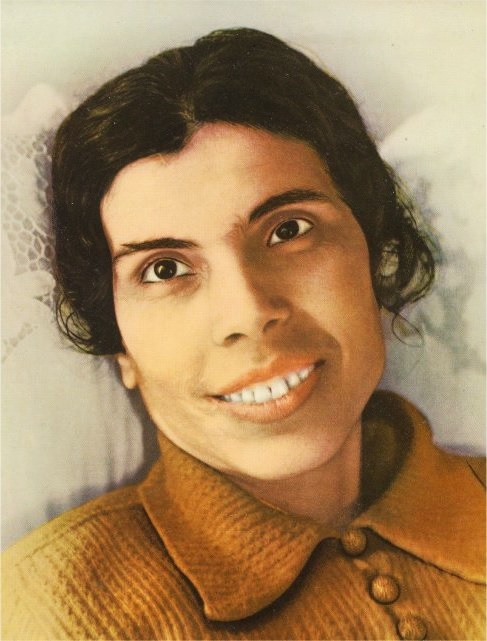
Alexandrina de Balazar fue quien pidió la consagración del mundo al Inmaculado Corazón de María, que fue hecha por el papa Pío XII.

También Alexandrina de Balazar, en Portugal, informó de muchas apariciones privadas, mensajes y profecías recibidas directamente de Jesús y la Virgen María. En junio de 1938, a partir de la petición de su Director espiritual Mariano Pinho, varios obispos de Portugal escribieron al Papa Pío XI, pidiéndole que consagrara el mundo al Corazón Inmaculado de María. En ese momento el entonces cardenal Eugenio Pacelli (más tarde papa Pío XII) era el secretario de Estado del Vaticano, y más tarde realizó la consagración del mundo.

### Peregrinaciones
Las iglesias y santuarios construidos a partir de visiones de Jesús y María atraen a muchos millones de peregrinos cada año. Según el obispo Francesco Giogia, la mayoría de los santuarios católicos más visitados del mundo están basados en visiones, ya que con unos 10 millones de peregrinos, la Basílica de Nuestra Señora de Guadalupe, en Ciudad de México, fue el santuario católico más visitado del mundo en 1999, ahora le sigue el Santuario de Nuestra Señora de Fátima, en Cova da Iria, Portugal, con entre 6 y 8 millones de peregrinos al año. El santuario de Padre Pío de Pietrelcina, en San Giovanni Rotondo, en Italia, y la Basílica de Nuestra Señora Aparecida, en Brasil, recibieron cada uno entre 6 y 7 millones de peregrinos al año, seguido del Santuario de Nuestra Señora de Lourdes, en Francia, con 5 millones de visitantes al año.

### Predicciones
Algunas de las visiones de Jesús de las que se informa simplemente se desvanecen en virtud de las predicciones que no se materializan. Por otro lado, algunas predicciones basadas en visiones siguen despertando interés décadas después de haber sido realizadas. Los mensajes de Jesús reportados por John Leary en Rochester, Nueva York, en 1999 habían predicho que el Papa Juan Pablo II sería forzado a salir de Roma y enviado al exilio en medio del caos. El obispo Matthew Clark de la  diócesis de Rochester desautorizó estos mensajes en su momento; con la elección del Papa Benedicto XVI el debate sobre la validez de estos mensajes parece haber quedado en suspenso.
El 19 de agosto de 1982, unos adolescentes de Kibeho, en el Ruanda, informaron de visiones de María y Jesús, como Nuestra Señora de Kibeho. Los adolescentes informaron de vistas realmente espantosas, como ríos de sangre, y las visiones iban acompañadas de reacciones intensas: llanto, temblores y comas. Hoy en día, algunos consideran las visiones como una ominosa predicción del genocidio ruandés de 1994, y en particular en ese lugar específico en 1995 en el que algunos de los adolescentes murieron una década después de su visión. Las apariciones fueron aprobadas por el obispo  [católico]] localy  posteriormente por la Santa Sede.

## Visiones de los primeros santos

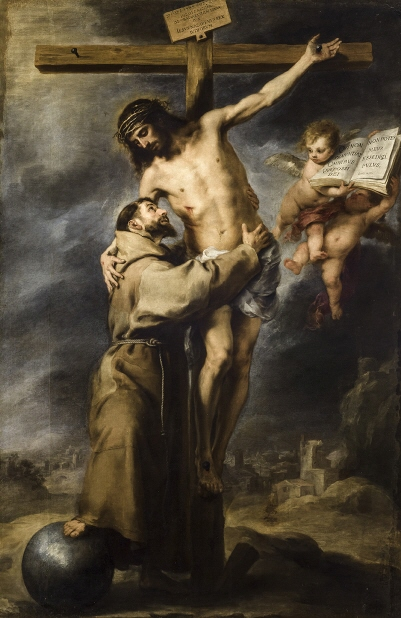
San Francisco de Asís abrazando a Cristo en la Cruz, de Murillo, 1668.

La Biblia incluye principalmente visiones de Jesús anteriores a la Ascensión, excepto la visión de Cristo de  san Esteban justo antes de su muerte (Hechos 7:55), y la conversación entre Jesús y Ananías en Damasco en la que se ordena a Ananías que sane a Pablo (Hechos 9:10-18). La aparición en Damasco es la última visión de Jesús de la que se informa en la Biblia hasta que se escribió el Libro de la Revelación. Sin embargo, en los siglos siguientes, muchos santos reportaron visiones tanto de Jesús como de María.
En 1205, mientras rezaba en la| Iglesia de San Damián en las afueras de Asís, Francisco de Asís informó de una visión en la que una imagen de Jesús cobró vida y le dijo: "Francisco, Francisco, ve a reparar mi casa que, como puedes ver, está cayendo en ruinas. Esta visión llevó a Francisco a renunciar a las perspectivas de su familia de comerciantes, abrazar la pobreza y formar la orden franciscana. Los franciscanos se convirtieron en una fuerza clave en la renovación del alcance del cristianismo. Durante otra visión en 1224, Francisco habría recibido el primer caso registrado de estigmas.
A partir de 1208, Juliana de Fosses tuvo visiones de Cristo que mantuvo en secreto durante casi 20 años. En estas visiones se le dijo que instituyera una fiesta solemne para el Santísimo Sacramento como el Cuerpo de Cristo. Cuando finalmente informó de sus visiones a su confesor, la información fue transmitida al obispo. Años más tarde, en 1264, en la bula papal Transiturus de hoc mundo el papa Urbano IV (que antes era archidiácono de Lieja) declaró formalmente la fiesta del Corpus Christi como la primera fiesta universal sancionada por el papa para el rito latino. Sin embargo, entretanto, debido a un conflicto con un funcionario eclesiástico local, fue expulsada de Lieja y vivió recluida en Fosses-la-Ville hasta su muerte. En su lecho de muerte, pidió a su confesor, supuestamente para revelarle algunos secretos sobre sus visiones. Pero ni él ni ninguno de sus amigos de Lieja llegaron y otros secretos relacionados con sus visiones siguen siendo desconocidos.
Tradicionalmente se dice que la Virgen María se apareció al sacerdote carmelita inglés Simon Stock en 1251, y le dio el hábito carmelita, el Escapulario marrón.

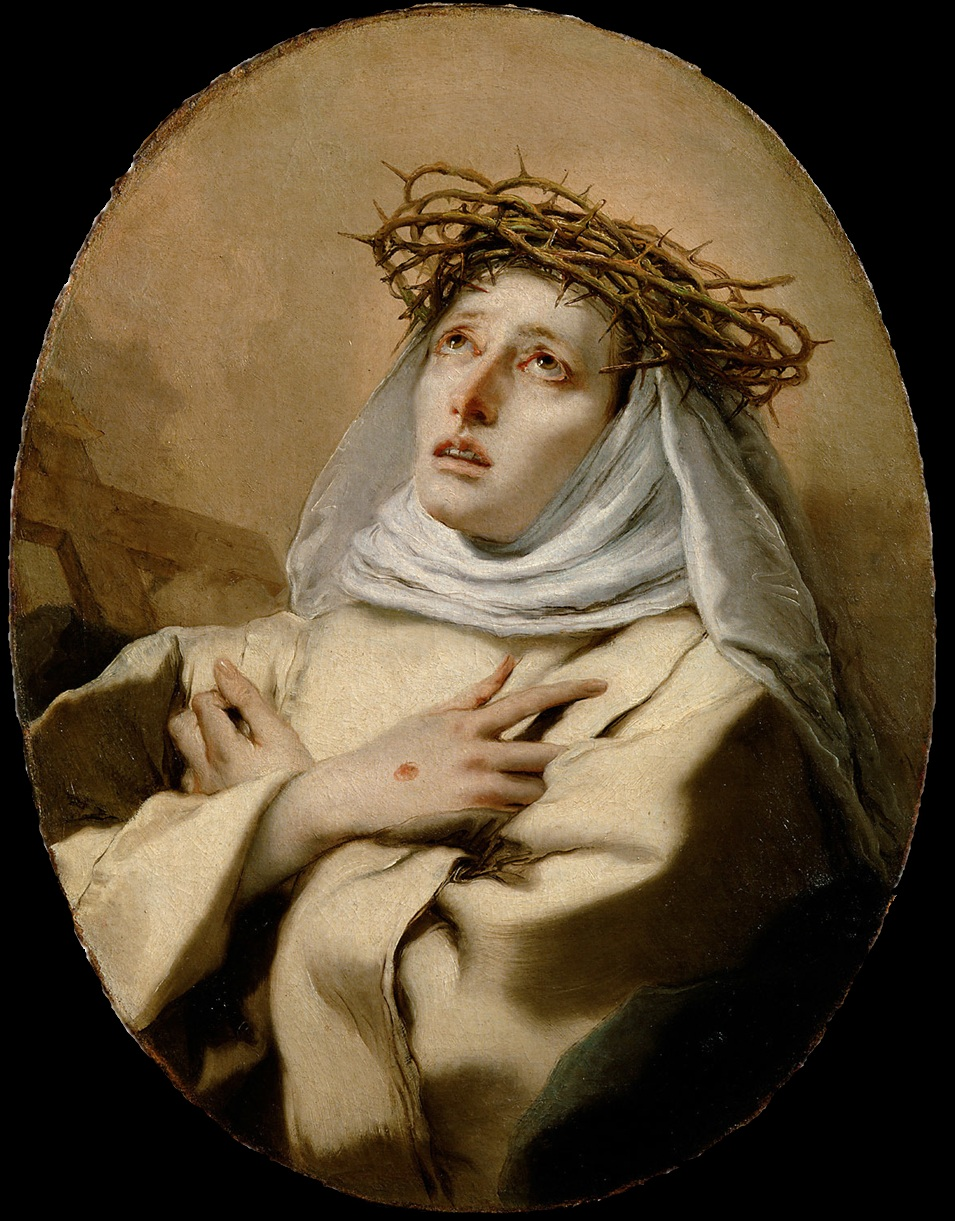
Santa Catalina de Siena, Doctora de la Iglesia por Tiepolo, c. 1746

Catalina de Siena fue una terciaria retirada de la Dominicana que vivía, ayunaba y rezaba en su casa de Siena Italia. En 1366, cuando tenía 19 años, informó de su primera visión de Jesús, tras la cual empezó a atender a los enfermos y a los pobres. En 1370 tuvo una visión en la que se le ordenaba abandonar su vida de soledad y actuar en el mundo. Mantuvo correspondencia con el Papa Gregorio XI y otras autoridades, pidiendo la paz y la reforma del clero, escribiendo más de 300 cartas. Sus argumentos, y su viaje a Aviñón, acabaron siendo decisivos en la decisión del Papa Gregorio XI de devolver el Papado de Aviñón a Roma, donde fue llamada a vivir hasta su muerte. Es una de las tres únicas mujeres doctoras de la Iglesia.
En 1372, la anacoreta y santa inglesa Juliana de Norwich estaba en su lecho de muerte y se le había dado la extremaunción cuando informó de una serie de visiones de Jesús, seguidas de una repentina recuperación. Casi veinte años después, escribió sobre estas visiones en su libro " Revelaciones del amor divino", tal vez el primer libro en lengua inglesa escrito por una mujer, presumiblemente porque no estaba familiarizada con el latín. Su libro menciona su enfermedad y su recuperación al ver la imagen brillante de Cristo. Las dieciséis revelaciones comienzan con la corona de espinas y pasan por la muerte de Jesús, terminando con su resurrección y cómo Cristo sigue habitando en las almas de los que le aman. Se celebra en la Anglicana Iglesia.

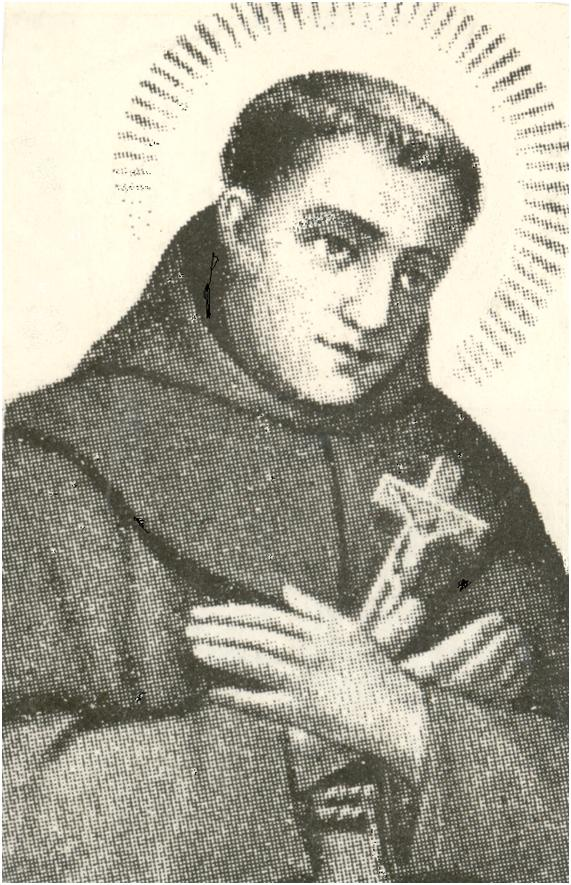
El fraile místico portugués, Beato Amadeo de Silva.

En el siglo XV, el fraile Amadeo de Silva, hermano de la santa fundadora de la Orden de la Inmaculada Concepción, Beatriz de Silva, recibió varias visiones y revelaciones que se encuentran en una obra que lleva el título de Apocalypsis Nova, donde, según él, pone por escrito sus experiencias místicas, en las que se le revelaría lo implícito del libro de san Juan.
El día de San Pedro de 1559, Teresa de Ávila (Teresa de Jesús) informó de una visión de Jesús presente en su cuerpo. Durante casi dos años después, informó de visiones similares. Las visiones de Teresa transformaron su vida y se convirtió en una figura clave de la Iglesia Católica, llegando a ser reconocida como una de las tres únicas mujeres doctoras de la Iglesia. Una de sus visiones es el tema de la famosa obra de Bernini "El éxtasis de Santa Teresa", en la basílica de Iglesia de Santa María de la Victoria en Roma.
A principios del siglo XVII, Sor María de Jesús de Ágreda relató una serie de experiencias místicas, visiones y conversaciones con María. Afirmó que la Virgen María había inspirado y dictado pasajes en el libro Mística Ciudad de Dios como una biografía de la propia Santísima Virgen. El libro Mística Ciudad de Dios se sigue estudiando con frecuencia en los programas universitarios de lengua y cultura española. Sin embargo, el libro (que hace una serie de afirmaciones un tanto inusuales) ha seguido siendo controvertido dentro de la Iglesia católica, habiendo sido prohibido y restaurado varias veces, y su proceso de beatificación (iniciado en 1673) no ha sido completado.
De 1673 a 1675, Margarita María de Alacoque relató una serie de visiones de Cristo hablándole. En diciembre de 1673 relató que Jesús le permitió apoyar su cabeza en su corazón, y luego le reveló las maravillas de su amor. Esto la llevó a fundar la Devoción del Sagrado Corazón. En un principio, su vida, sus acciones, sus creencias y sus escritos fueron objeto de un escrutinio extremo por parte de la Iglesia católica. Sin embargo, fue declarada santa en 1920 y la fiesta del Sagrado Corazón se celebra oficialmente 19 días después de Pentecostés.
En su profesión como monja  monja clarisa  capuchina en 1678, Verónica Giuliani expresó un gran deseo de sufrir en unión con la Jesús crucificado por la conversión de los pecadores. Poco después de esa época informó de una serie de visiones de Jesús y la Virgen María que duraron varios años. Informó de una visión de Cristo llevando su cruz y del cáliz que simbolizaba la Pasión de Cristo. El Viernes Santo de 1697 recibió las cinco heridas de Cristo en forma de estigmas.

## Visiones delsigloXIX

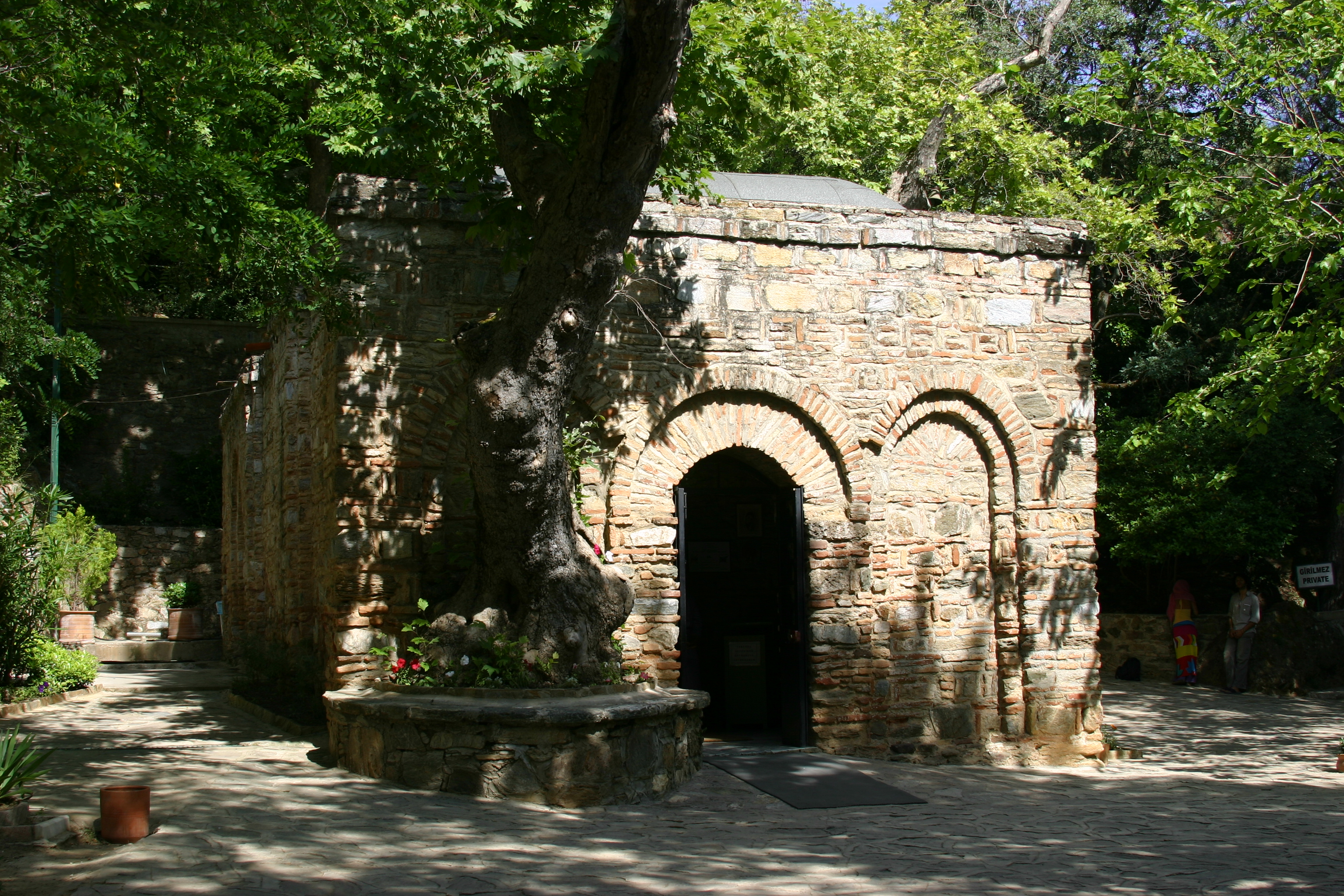
The Casa de la Virgen María en Éfeso, Turquía.

Ana Catalina Emmerich fue una monja alemana agustina que vivió desde 1774 hasta 1824. Estaba postrada en la cama desde 1813 y se dice que tenía estigmas visibles que se reabrían el Viernes Santo. Informó que desde su infancia tuvo visiones en las que hablaba con Jesús. En 1819 el poeta Clemens Brentano se animó a visitarla y comenzó a escribir sus visiones con sus palabras, con la aprobación de ella. En 1833, después de su muerte, Brentano publicó el libro La Dolorosa Pasión de Nuestro Señor Jesucristo, que fue utilizado en parte por Mel Gibson para su película La Pasión de Cristo en 2004. En 1852 se publicó el libro La vida de la Santísima Virgen María. Las visiones de Emmerich supuestamente llevaron a un sacerdote francés Julien Gouyet a descubrir una casa cerca de Éfeso en Turquía en 1881. Algunos católicos y algunos musulmanes suponen que esta casa es la Casa de la Virgen María. La Santa Sede no ha tomado aún ninguna posición oficial sobre la autenticidad del descubrimiento, pero en 1896 el Papa León XIII la visitó y en 1951 el Papa Pío XII declaró inicialmente la casa como Lugar Santo. El Papa Juan XXIII posteriormente hizo permanente la declaración. El Papa Pablo VI en 1967, el Papa Juan Pablo II en 1979 y el Papa Benedicto XVI en 2006 visitaron la casa.
En 1820, Joseph Smith, Jr., fundador del movimiento de los Santos de los Últimos Días, informó que Dios el Padre y Jesús se le aparecieron en una Visión en el bosque cerca de su casa en la zona rural de Nueva York. Esto condujo a una serie de otras manifestaciones a través de las cuales afirmó recibir instrucción divina, autoridad y poder para restaurar la verdadera Iglesia de Jesucristo en el mundo. También afirmó recibir una visión de Jesús mientras estaba en el Templo de Kirtland el 3 de abril de 1836. Su registro de la revelación se conoce desde entonces como la sección 110 de Doctrina y Convenios.

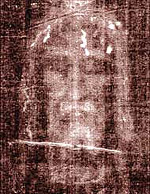
Secondo Pia negativo de 1898 de la imagen de la Sábana Santa, utilizada en la devoción al Santo Rostro de Jesús.

En 1843 María de San Pedro, una monja carmelita descalza de Tours, Francia, informó de visiones de conversaciones con Jesús y la Virgen María en las que se le instaba a difundir la devoción al Santísimo Nombre de Jesús y al Santo Rostro de Jesús, en reparación de los muchos insultos que sufrió Jesús en su Pasión. Esto dio lugar a la Oración de la Flecha de Oro. La devoción se extendió aún más desde Tours en parte por los esfuerzos de León Dupont (también llamado el Apóstol de la Santa Faz) e influyó en Teresa de Lisieux.
En diciembre de 1844, Ellen Gould Harmon (posteriormente casada con el apellido White), cofundadora del movimiento Adventista del Séptimo Día, mientras estaba arrodillada en una reunión de oración en la casa de la señora Haines en Ocean Street en South Portland, Maine, experimentó una visión de Jesucristo. Ellen sintió que el poder de Dios venía sobre ella y pronto se perdió en su entorno. Experimentó más de cien visiones que publicó en forma de folletos, cartas o incorporó a sus escritos religiosos. La Iglesia Adventista del Séptimo Día, que en el año 2000 contaba con 18 millones de seguidores modernos en todo el mundo, se basa en gran medida en sus interpretaciones de temas cristianos que se encuentran en sus numerosos escritos. Fue una de las mujeres estadounidenses más prolíficas del siglo XIX, al tiempo que fundó numerosas escuelas, hospitales, centros médicos y universidades. La revista Smithsonian Magazine la ha considerado una de las estadounidenses más importantes de todos los tiempos.
En 1858 Bernadette Soubirous era una pastora de 14 años que vivía cerca de la ciudad de Lourdes en Francia. Un día informó de una visión de una Señora milagrosa que se identificó como la Virgen María en visiones posteriores. En la primera visión se le pidió que volviera de nuevo y tuvo 18 visiones en total. Con el tiempo, se construyeron varias capillas e iglesias en Lourdes como el Santuario de Nuestra Señora de Lourdes - que ahora es un importante lugar de peregrinación católica. Una de estas iglesias, la Basílica de San Pío X tiene capacidad para 25 mil personas y fue dedicada por el futuro Papa Juan XXIII cuando era Nuncio Papal en Francia.

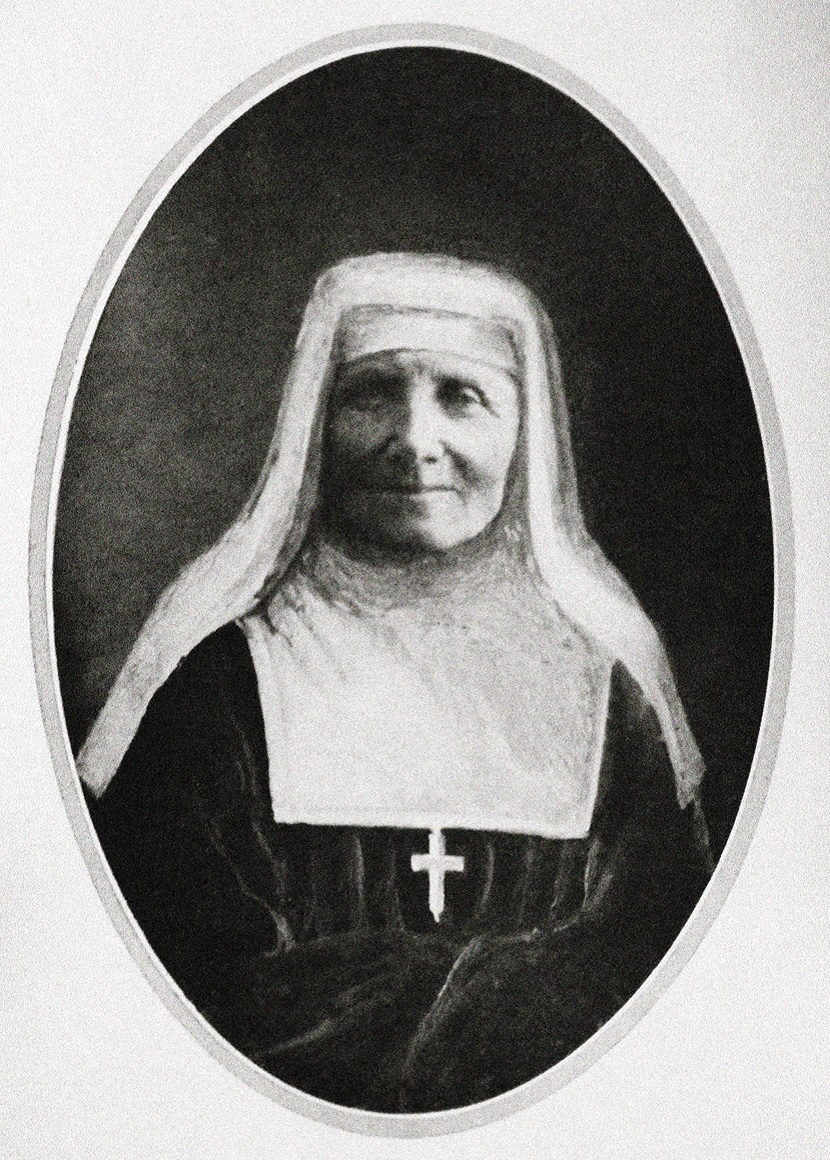
María Marta Chambon.

En 1866, Sor María Marta Chambon, una monja de la Orden de la Visitación de Santa María, comenzó a reportar visiones de Jesús diciéndole que contemplara las Cinco llagas de Jesucristo, aunque se dice que había recibido su primera visión cuando sólo tenía cinco años de edad. Vivió en el Monasterio de la Visitación de Chambéry, Francia, y está en proceso de canonización por la Iglesia católica.
En 1899 Gemma Galgani informó de una visión de Jesús tras la cual experimentó estigmas recurrentes. Ella reportó la visión de la siguiente manera: "En ese momento Jesús apareció con todas sus heridas abiertas, pero de estas heridas ya no salía sangre, sino llamas de fuego. En un instante estas llamas llegaron a tocar mis manos, mis pies y mi corazón". A partir de entonces, informó de que recibía los estigmas cada semana, desde el jueves por la noche hasta el sábado por la mañana, tiempo durante el cual también informó de otras conversaciones con Jesús. La Sagrada Congregación de Ritos se ha abstenido hasta ahora de tomar una decisión sobre sus estigmas.

## Visiones delsigloXX
El sacerdote franciscano Italiano, Pío de Pietrelcina, informó de visiones de Jesús y María ya en 1910. Durante varios años afirmó haber experimentado un profundo éxtasis junto con sus visiones. En 1918, mientras rezaba en la iglesia de Santa María de las Gracias, declaró haber tenido éxtasis y visiones que, en esta ocasión, le dejaron los estigmas permanentes y visibles, las cinco llagas de Cristo. Los estigmas permanecieron visibles en sus manos y pies durante los siguientes cincuenta años.

Marie Julie Jahenny conocida como "La mística de La Fraudais".

En 1916, durante la Primera Guerra Mundial, Claire Ferchaud -religiosa de Jesús Crucificado- vivía en el convento de las "Rinfilières" en Loublande, Francia. En esa época, afirmó haber tenido una visión del propio Cristo mostrando su corazón "acuchillado por los pecados de la humanidad" y atravesado por una herida más profunda aún, el ateísmo. Sin embargo, el 12 de marzo de 1920, un decreto del Santo Oficio desautorizó sus revelaciones y declaró que no se podía aprobar la creencia en las visiones de Loublande. El Arzobispo de París, Cardenal Léon-Adolphe Amette declaró que lamentablemente no podía descubrir una inspiración sobrenatural en sus declaraciones.
Las visiones de la Virgen María apareciéndose a tres niños pastores en Fátima, en Portugal, en 1917, fueron declaradas "dignas de creer" por la Iglesia Católica en 1930, pero los católicos en general no están formalmente obligados a creerlas. Sin embargo, siete papas - Pío XII, Juan XXIII, Pablo VI, Juan Pablo I, Juan Pablo II, Benedicto XVI y Francisco - han apoyado los mensajes de Fátima como sobrenaturales. El Papa Juan Pablo I se reunió con Sor Lúcia el 11 de julio de 1977, cuando aún era cardenal patriarca de Venecia. Informó que se sintió profundamente conmovido por la experiencia, y prometió realizar la Consagración de Rusia como Lucía dijo que María había pedido. El Papa Juan Pablo II estaba particularmente unido a Fátima y atribuyó a Nuestra Señora de Fátima el mérito de haber salvado su vida después de que le dispararan en Roma el día de la fiesta de Nuestra Señora de Fátima en mayo de 1981. Donó la bala que le hirió ese día al Santuario católico de Fátima, en Portugal. Cada año, el 13 de mayo y el 13 de octubre, fechas significativas de las apariciones de Fátima, los peregrinos llenan el camino rural que lleva al Santuario de Nuestra Señora de Fátima con multitudes que se acercan al millón en cada día.
En la década de 1930, se reportaron varias apariciones y mensajes dados por Jesús y María, bajo el título de Nuestra Señora de las Lágrimas, en la ciudad de Campinas, Brasil. En esa misma década, el obispo local dio su aprobación a esas mismas apariciones, mensajes y devociones -la Medalla y la Coronilla de Nuestra Señora de las Lágrimas - derivadas de ellas.
La Santa Sede ha invertido a veces su posición sobre algunas visiones. En 1931, Sor Faustina Kowalska informó de visiones de una conversación con Jesús cuando era una monja polaca. Esto dio lugar a la Coronilla de la Divina Misericordia como oración y posteriormente a una institución que fue condenada por la Santa Sede en 1958. Sin embargo, una investigación posterior dio lugar a su beatificación en 1993 y a su canonización en 2000. Sus conversaciones con Jesús están registradas en su diario, publicado como "Divina Misericordia en mi alma" - pasajes de los cuales son a veces citados por el Vaticano. El Domingo de la Divina Misericordia se celebra ahora oficialmente como el primer domingo después de Pascua.
El primer viernes de Cuaresma de 1936, Sor Maria Pierina De Micheli, una monja nacida cerca de Milán en Italia, informó de una visión en la que Jesús le dijo: "Quiero que mi Rostro, que refleja los dolores íntimos de mi Espíritu, el sufrimiento y el amor de mi Corazón, sea más honrado. El que medita en Mí, me consuela. Otras visiones, al parecer, la instaron a hacer una medalla con el Santo Rostro. En 1958, el Papa Pío XII confirmó la fiesta de la Santa Faz de Jesús como Martes de Carnaval (el martes anterior al Miércoles de Ceniza) para todos los católicos. María Pierina De Micheli fue beatificada por Benedicto XVI en 2009.
Entre 1944 y 1947, la escritora y mística italiana María Valtorta, postrada en una cama, produjo 15.000 páginas de texto escritas a mano que, según ella, registraban las visiones de sus conversaciones con Jesús sobre su vida y la Iglesia primitiva. Estas páginas se convirtieron en la base de su libro El El poema del hombre Dios. La Iglesia Católica lo incluyó en el Índice de Libros Prohibidos. Aunque el Índice ya no existe, el entonces cardenal Joseph Ratzinger declaró en una carta del 31 de enero de 1995 que la condena aún "conserva su fuerza moral", y la Congregación para la Doctrina de la Fe declaró que las visiones "no pueden considerarse de origen sobrenatural."

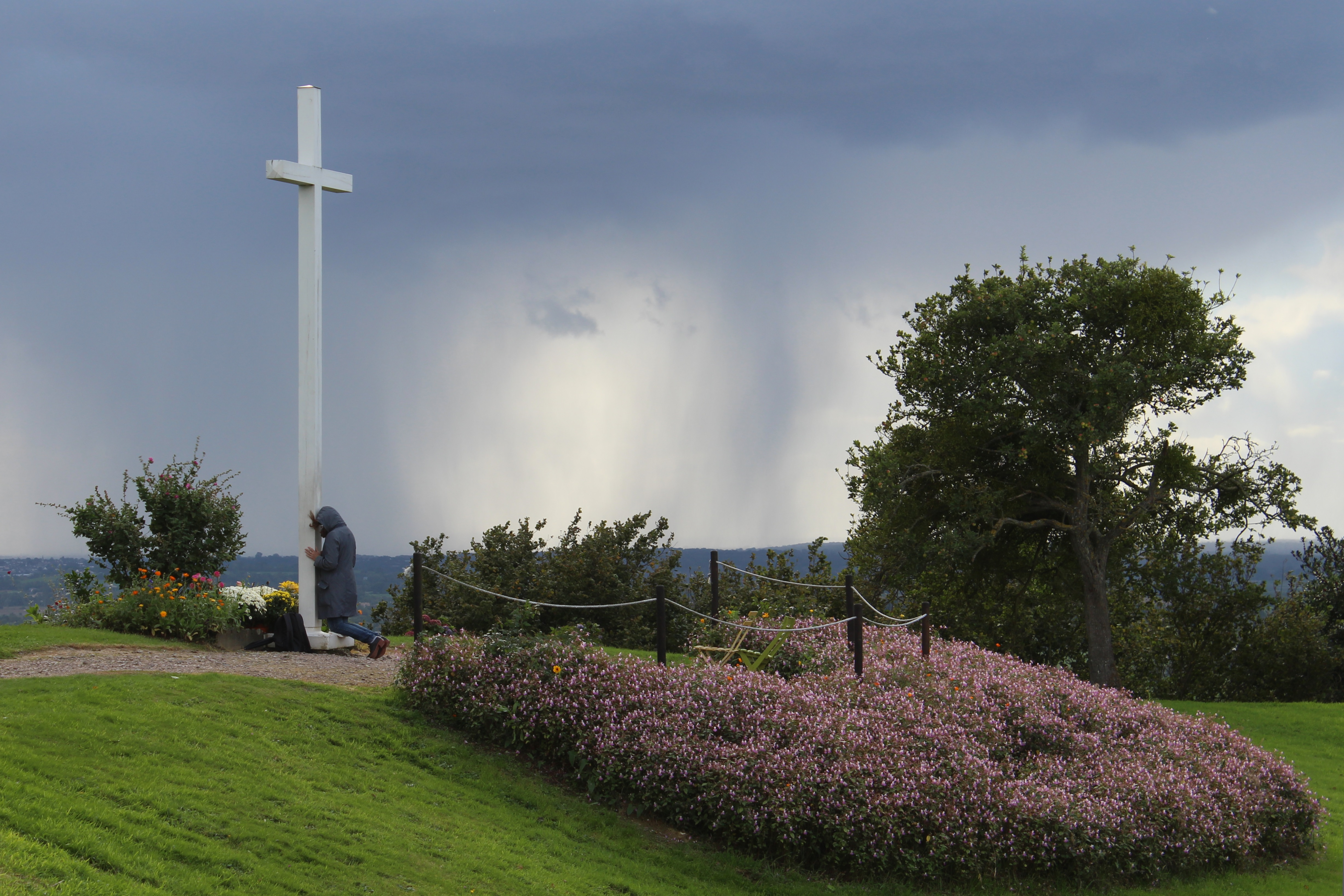
La actual Cruz de Dozulé en el lugar de su famosa primera aparición a Madeleine Aumount en 1972

Entre 1972 y 1978, se dice que Jesucristo se apareció 49 veces en Dozulé, Francia, a Madeleine Aumont, una madre de cinco hijos, en presencia de su párroco Victor L'Horset y de otros fieles, y se cree que dictó una serie de mensajes, que contienen enseñanzas y de advertencias para todas las personas, según los que creen en ellos. Entre ellos se encuentra la "Oración de Dozulé" diaria. Los mensajes son vistos como un anuncio de el regreso de Cristo. Los seguidores de los mensajes de Dozulé creen también que son la continuación de los  Tres Secretos de Fátima y que piden, por la conversión de la humanidad para evitar una catástrofe material y espiritual.

## Visionarios vivos
Entre las visiones recientes, las apariciones de la Virgen María a seis niños en Međugorje en 1981 son las que más atención han recibido. Los mensajes de  Nuestra Señora de Međugorje tienen un gran seguimiento entre los católicos de todo el mundo. La Santa Sede nunca ha aprobado ni desaprobado oficialmente los mensajes de Međugorje, aunque diversas personalidades católicas han publicado documentos tanto críticos como de apoyo sobre los mensajes.[cita requerida]
Durante varias décadas,  Agnes Katsuko Sasagawa había tenido muchos problemas de salud, pero se dice que su salud mejoró después de beber agua de Lourdes. Tras quedarse totalmente sorda, se fue a vivir con las monjas a la remota zona de Yuzawadai, cerca de la ciudad de Akita. En 1973 informó de mensajes de la Virgen María, así como de estigmas. Estas supuestas visiones se conocen como Nuestra Señora de Akita. El 22 de abril de 1984, tras ocho años de investigaciones, el reverendo John Shojiro Ito, obispo de Niigata (Japón), reconoce "el carácter sobrenatural de una serie de sucesos misteriosos relativos a la estatua de la Santa Madre María" y autoriza "en toda la diócesis, la veneración de la Santa Madre de Akita, a la espera de que la Santa Sede publique un juicio definitivo sobre este asunto".

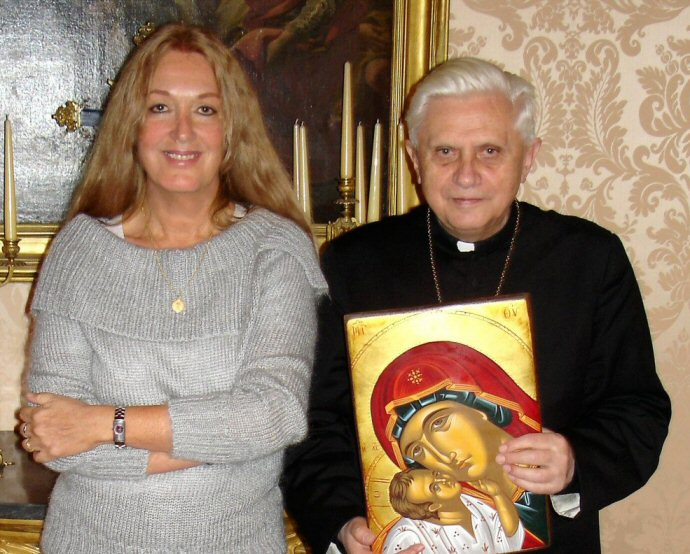
Encuentro de Vassula Ryden con el Cardenal Joseph Ratzinger (más tarde Papa Benedicto XVI) en las oficinas de la Congregación para la Doctrina de la Fe (Vaticano, 22 de noviembre de 2004)

Recientemente, en 1985, otras personas como Vassula Ryden han relatado en sus libros conversaciones suyas con Jesús, lo que ha suscitado interés, debate y controversia. Las conversaciones reportadas por Ryden con Jesús se publican en una serie de libros llamados "La verdadera vida en Dios" y han sido traducidos a más de 40 idiomas por voluntarios de todo el mundo. En una notificación de 1995, la Congregación para la Doctrina de la Fe, aunque reconocía algunos aspectos positivos de las actividades de Ryden, declaraba que sus efectos negativos implicaban que las diócesis no debían ofrecer oportunidades para difundir sus ideas y que los católicos no debían considerar sus escritos como sobrenaturales. Una nueva carta de la Congregación escrita el 25 de enero de 2007, por el nuevo Prefecto Cardenal William Levada y enviada esta vez a nivel mundial a todas las conferencias episcopales católicas, confirmaba la valoración doctrinal negativa de 1995 de los escritos de los que hablaba; afirmaba que, a la vista de las aclaraciones ofrecidas, debía juzgarse caso por caso la posibilidad de que los católicos leyeran sus escritos "presentados no como revelaciones divinas sino como sus meditaciones personales"; y declaraba inadecuada la participación de los católicos en sus grupos de oración.
En el libro de 1998 Visions of Jesus Phillip Wiebe hizo una crónica de las historias de 30 personas de orígenes realmente diversos que afirman haber tenido conversaciones recientes con Jesús. Wiebe analizó estas afirmaciones desde múltiples perspectivas, incluyendo alucinaciones, sueños y visiones reales.

## Tipo de visiones

### Visiones vs dictados
Algunos videntes se limitan a informar de conversaciones e imágenes, mientras que otros también producen grandes cantidades de notas manuscritas. Julián de Norwich escribió un libro basado en sus visiones reportadas, el libro fue escrito 20 años después de su primera visión y no declaró que fuera un dictado. En el otro extremo está el caso de Ana Catalina Emmerich, que narró sus mensajes a Klemens Brentano, quien los transcribió con sus propias palabras. Otro caso fue el de la monja Consolata Betrone que repetía a su confesor Lorenzo Sales las conversaciones que le relataban con Jesús. Después de su muerte, Sales escribió el libro "Jesús apela al mundo" basado en sus mensajes reportados.
Ha habido otros místicos que han producido grandes volúmenes de texto, pero los han considerado meditaciones más que visiones o locuciones interiores. Por ejemplo, las más de 60 000 páginas de texto de Concepción Cabrera de Armida nunca fueron representadas como visiones, sino como sus propias meditaciones, a menudo en presencia del Santísimo Sacramento, durante la Adoración Eucarística.[cita requerida]

### Marcas físicas

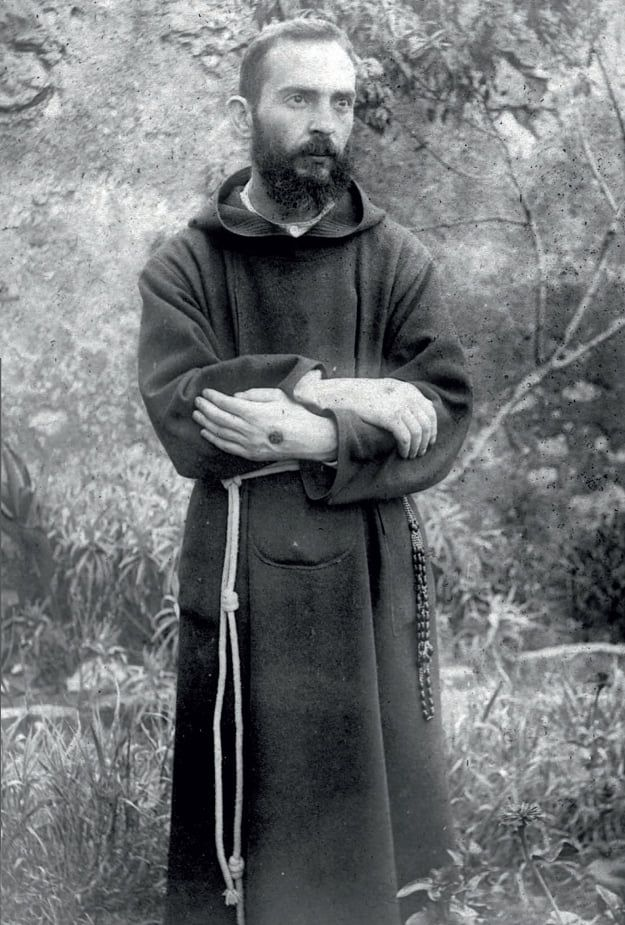
Un joven Padre Pio con estigmas

Algunos videntes dicen haber recibido signos físicos en sus cuerpos. Francisco de Asís fue uno de los primeros casos reportados de estigmas, pero el ejemplo reciente más conocido es el de un Capuchino, el Padre Pío, uno de los varios franciscanos en la historia con estigmas reportados.

### Contacto físico
Algunos videntes han informado del contacto físico con Jesús. La Biblia sugiere que el contacto físico con Jesús después de la resurrección (pero antes de la ascensión) es posible, ya que en Juan 21:17 Jesús le dijo a María Magdalena: No me toques porque aún no he subido al Padre. En Juan 20:27 Jesús ordenó al apóstol Tomás: Mete tu mano en mi costado. Pero la Biblia no menciona si Tomás siguió esa orden. Margarita María Alacoque reportó haber puesto su cabeza en el corazón de Jesús.[cita requerida]

### Artefactos físicos

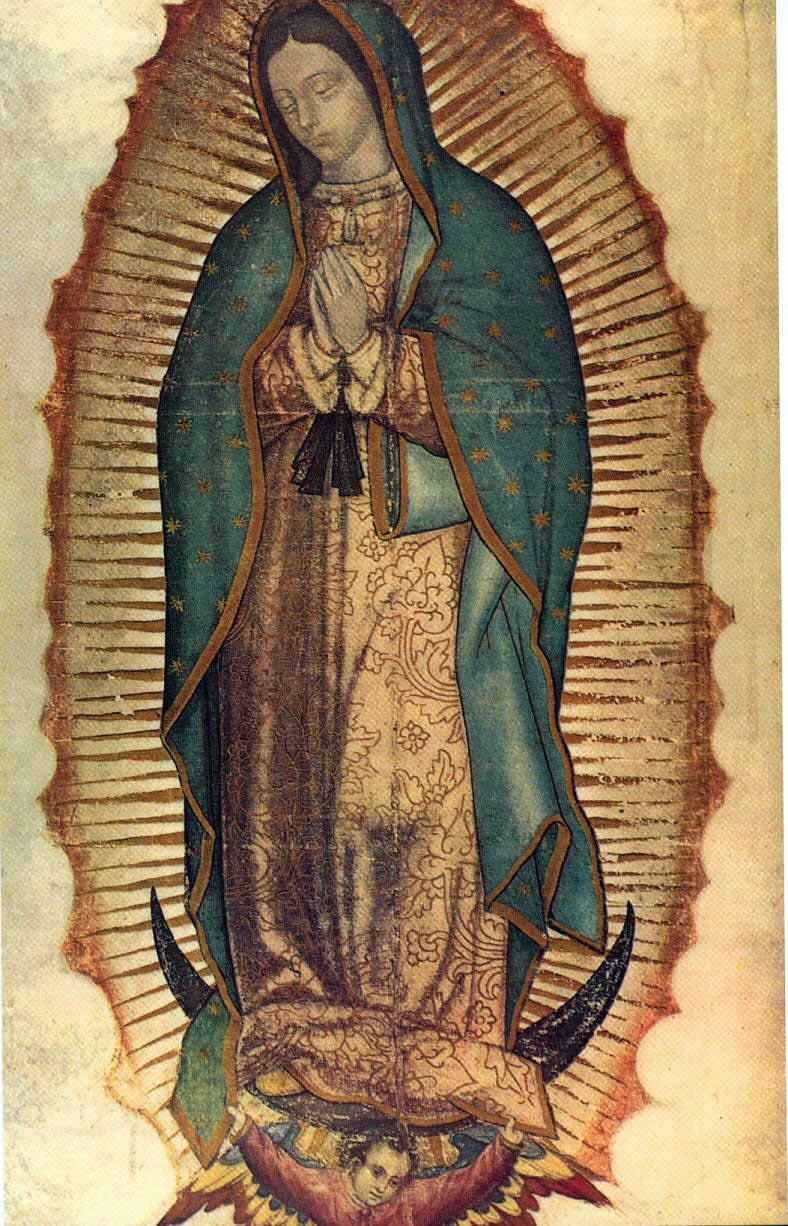
Nuestra Señora de Guadalupe.

Algunos videntes producen artefactos basados en sus visiones reportadas, aunque esto es raro. En 1531,  Juan Diego informó de una visión matutina de María, en la que se le ordenaba construir una abadía en el Cerro del Tepeyac en México. El prelado local no creyó en su relato y pidió una señal milagrosa, que más tarde le fue proporcionada como un icono de Nuestra Señora de Guadalupe impreso permanentemente en el manto de Diego donde había recogido rosas. Con el paso de los años, la Virgen de Guadalupe se convirtió en un símbolo de la fe católica en México. En 1820, cuando finalizó la guerra de la Independencia de México del dominio colonial español, Nuestra Señora de Guadalupe había llegado a simbolizar la nación mexicana. Hoy en día sigue siendo un fuerte símbolo nacional y religioso en México.